# Cycnium recurvum
Cycnium recurvum là loài thực vật có hoa thuộc họ Cỏ chổi. Loài này được (Oliv.) Engl. mô tả khoa học đầu tiên năm 1895.